# Metsimotlhabe
Metsimotlhabe é uma vila localizada no distrito Kweneng em Botswana. Possuía, em 2011, uma população estimada de 8 884 habitantes.